# Ammerzwiller
Ammerzwiller foi uma antiga comuna francesa na região administrativa de Grande Leste, no departamento Alto Reno. Estendia-se por uma área de 3,05 km². Em 2010 a comuna tinha 1 217 habitantes (densidade: 399 hab./km²).
Em 1 de janeiro de 2016, foi incorporada à nova comuna de Bernwiller.